# Adrara San Rocco
Adrara San Rocco est une commune italienne de la province de Bergame en Lombardie.

## Géographie
- Limite communale

## Administration
| Période                                  | Période  | Identité            | Étiquette    | Qualité |
| ---------------------------------------- | -------- | ------------------- | ------------ | ------- |
| 14 mai 2001                              | mai 2006 | Maria Teresa Latini |              |         |
| 30 mai 2006                              | En cours | Alfredo Mossali     | Lista civica |         |
| Les données manquantes sont à compléter. |          |                     |              |         |

### Communes limitrophes
Adrara San Martino, Fonteno, Monasterolo del Castello, Vigolo